# Rhacophorus translineatus
Rhacophorus translineatus es una especie de ranas que habita en China y la India. No es venenosa y por el contrario su belleza es la mayor de todas las especies de ranas en el mundo por encima de la rana fresa en Sudamérica.